# Пульсуючі суміші
Пульсу́ючі піротехні́чні су́міші — суміші горючих речовин, здатні давати періодичні спалахи полум'я (імпульси світла). Використовують в піротехніці.

## Принцип дії
Дію горіння пульсуючих сумішей можна розглянути на прикладі горіння потрійної суміші KNO3 (нітрат калію) / S (сірка, в надлишку) / Al (алюміній, порошок). При займанні суміші, сірка згорає пошарово за рахунок кисню повітря (та частково кисню із нітрату калію), виділяючи тепло, якого однак не достатньо для окиснення (займання) алюмінію (або реакції з нітратом калію).
S + O2 = SO2
2KNO3 + S = 2KNO2 + SO2
2KNO3 + S = K2SO4 + SO2
2KNO3 + 3S = K2S + 3SO2
Через певний проміжок часу, який залежить від кількості пального (певного пошару), що вигорає, частинки пального (алюмінію) та окислювача (нітрату калію) поступово накопичуються на поверхні суміші, утворюючи новий поверхневий шар. Цей активний шар прогрівається до температури початку взаємодії алюмінію та нітрату калію, який запалюється зі спалахом. Далі триває спокійний (стаціонарний) процес згорання чергової кількості сірки («інертного» пального) до появи наступного активного шару (KNO3 / Al) і так далі.
6KNO3 + 10Al = 3K2O + 3N2 + 5Al2O3
Інші реакції:
2Al + 3S = Al2S3
2Al2S3 + 9O2 = 2Al2O3 + 6SO2
K2O + SO2 = K2SO3
2K2O + O2 + 2SO2 = 2K2SO4

## Склад сумішей
Як інертне паливо використовують метальдегід, гексаметилентетрамін (уротропін), нітрогуанідин.
З іншого боку, пульсуючі суміші можна розглядати як такі, що складаються з двох частин: 1) «тліючої» суміші, що повільно та рівномірно горить з відносно низькою температурою та майже невидимим полум'ям та 2) «спалахуючої» суміші («освітлювальної» суміші). Обидва типи складаються з окисника і пального, причому один із компонентів може входити як в склад «тліючої» суміші, так і в склад «освітлювальної» суміші.
Так для вищезгаданої суміші цими частинами слугують тліюча суміш (сірка — кисень з повітря та KNO3) та освітлююча (алюміній — нітрат калію).
Окислювачами в пульсуючих сумішах служать нітрати барію, стронцію, натрію, перхлорат калію, сульфати барію, стронцію.
Приклади тліючих сумішів:
- Органічне (рідше неорганічне) пальне — кисень повітря;
- Нітрати калію, барію, стронцію — органічне (рідше неорганічне) пальне (в надлишку);
- Перхлорат амонію (в надлишку) — магній.

Приклади освітлювальних сумішів:
- Нітрати калію, барію, стронцію — магній, алюміній;
- Сульфати барію, стронцію — магній, алюміній;
- Перхлорат калію — порошок сплаву магній-алюміній.

## Рецепти сумішей
Білій спалах:
1. Ba(NO3)2 70-80 %, порошок сплаву Al-Mg 20-25 %, ідітол 0-2 %;
2. KNO3 15-28 %, порошок Al 9-17 %, сірка 56-76 %, нітролак до 5 %.

Жовтий спалах:
1. Ba(NO3)2 65-75 %, порошок сплаву Al-Mg 20-30 %, Na2C2O4 2-8 %;
2. NH4ClO4 50 %, порошок Mg 40 %, Na2SO4 10 %.

Червоний спалах:
1. Sr(NO3)2 78-84 %, порошок сплаву Al-Mg 16-22 %, ідітол 1,5-2,5 %, нітрогуанідин до 5 %;
2. NH4ClO4 50 %, порошок Mg 30 %, SrSO4 20 %.

Зелений спалах:
1. Ba(NO3)2 70-75 %, порошок сплаву Al-Mg 12-18 %, ідітол 8-12 %, нітрогуанідин до 2 %;
2. NH4ClO4 60 %, порошок Mg 23 %, BaSO4 17 %.